# Stazione di Sasso Marconi
La stazione di Sasso Marconi è una stazione ferroviaria della Porrettana a servizio del comune di Sasso Marconi, nella città metropolitana di Bologna.

## Storia
Il 28 ottobre 1927 venne attivato l'esercizio a trazione elettrica a corrente alternata trifase; la linea venne convertita alla corrente continua il 13 maggio 1935.
La stazione, in origine denominata "Sasso", assunse la denominazione di "Sasso Marconi" nel 1938.

## Strutture e impianti
Il piazzale dispone di 2 binari: il primo è in deviata e viene utilizzato per gli incroci, mentre il secondo è di corretto tracciato. Entrambi i binari sono muniti di banchine, ciascuna dotata di tettoia, tabelloni orari e panchine; le due banchine sono collegate da un sottopassaggio.
Presso il primo binario è inoltre presente il fabbricato viaggiatori, che ospita la sala d'attesa, una biglietteria automatica e una biglietteria presenziata.

## Movimento
Il servizio passeggeri è costituito dai treni della linea S1 (Porretta Terme-Bologna Centrale-Pianoro) del servizio ferroviario metropolitano di Bologna, che nella tratta compresa tra Marzabotto e Pianoro sono cadenzati alla mezz'ora.
I treni sono effettuati da Trenitalia Tper nell'ambito del contratto di servizio stipulato con la regione Emilia-Romagna.
Al 2007, l'impianto risultava frequentato da un traffico giornaliero medio di circa 570 persone.
A novembre 2019, la stazione risultava frequentata da un traffico giornaliero medio di circa 1778 persone (927 saliti + 851 discesi).

## Servizi
La stazione è classificata da RFI nella categoria silver.